# Alonso Lujambio

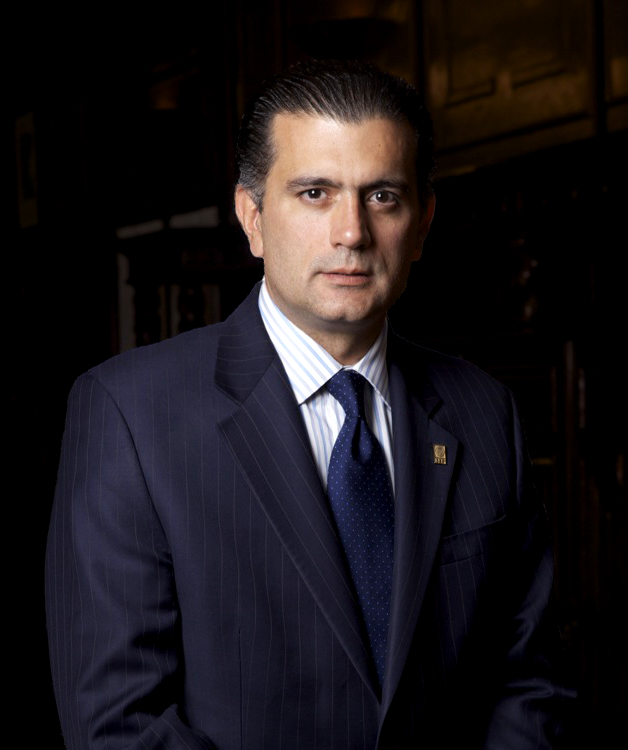
Alonso Lujambio

Alonso Lujambio Irazábal, (Mexico-Stad, 2 september 1962 – 25 september 2012) was een Mexicaans politicoloog. Sinds 2009 was hij minister van Onderwijs.
Lujambio studeerde sociale wetenschappen aan het Autonoom Technologisch Instituut van Mexico (ITAM) en politicologie aan de Yale-universiteit. Hij was hoogleraar en onderzoeker aan meerdere Mexicaanse universiteiten. Van 1997 tot 2003 had hij zitting in het Federaal Electoraal Instituut.
Op 6 april 2009 werd hij door president Felipe Calderón benoemd tot minister van onderwijs, ter vervanging van Josefina Vázquez Mota.
Lujambio overleed in september 2012 aan kanker.